# Untrisepti
Untrisepti és el nom provisional atribuït per la IUPAC a l'element químic hipotètic de nombre atòmic 137 (símbol provisional Uts), que formaria part dels elements del bloc g.
Aquest element pertanyeria a la sèrie química dels superactínids. És un element químic hipotètic que encara no s'ha pogut observar que ocorri de manera natural ni tampoc ha estat sintetitzat, a més no se sap si és físicament possible que existeixi ni en cas que sí que existeixi es pot assegurar que sigui possible de detectar. Segons els càlculs l'isòtop 364Uts podria ser el més estable.
A mesura que s’allunya de l'illa d’estabilitat (no superior a Z ≈ 127), els àtoms sintetitzats haurien de ser ràpidament extremadament inestables, fins al punt que Z ≈ 130 se cita amb freqüència com a límit "experimental" de l'existència pràctica d'aquests elements; per tant, no és segur que l'element 137 es pugui detectar amb eficàcia algun dia.

## Importància
L'element 137 de vegades s'anomena feynmanium (símbol Fy), ja que Richard Feynman va fer notar que una interpretació simplista de l'equació de Dirac entrava en problemes quan les òrbites dels electrons a Z > 1/α = 137, suggerien que no podien existir àtoms neutrals més enllà de l'element 137. Tanmateix, una anàlisi rigorosa eleva el límit a Z ≈ 173.

## Dificultats matemàtiques en la modelització de nuclis amb 137 protons i més
Algunes equacions aproximades o no relativistes impliquen el producte αZ, en el qual α representa la constant d’estructura fina, i només són vàlides quan aquest producte és inferior a 1 ; en la mesura que α ≈ 1/137, sorgeix un problema de l'untrisepti, per al qual Z = 137 i, per tant, αZ ≈ 1 :
- Segons el model de Bohr, no relativista, la velocitat d’un electró a la subcarcassa de 1 s seria superior a la velocitat de la llum per a Z > 137 :

{\displaystyle v=\alpha \,Z\,c\approx {\frac {Z}{137,036}}\,c}
- L'equació de Dirac també es invàlida més enllà de Z = 137 per la mateixa raó, en expressar l'energia d'un àtom en estat fonamental com :

{\displaystyle E=m_{e}c^{2}{\sqrt {1-\alpha ^{2}Z^{2}}}}
on m e és la massa de l'electró en repòs.
Aquestes dificultats es superen si es tenen en compte els efectes relativistes en la processó electrònica, així com la dimensió no nul·la dels nuclis atòmics (tant més sensibles com grans són aquests nuclis), de manera que el límit màxim teòric del nombre de protons en un nucli atòmic es repel·leix, segons el model, entre 35 i 70 unitats més enllà de 137 (és a dir, de 170 a 210 protons).